# Phare de Southampton Shoal
Le phare de Southampton Shoal est un phare situé sur plateforme au nord-est Angel Island dans la baie de San Francisco, dans le Comté de Contra Costa (État de la Californie), aux États-Unis. Il a été désactivé en 1960 et remplacé par une balise automatique.
Ce phare est géré par la Garde côtière américaine, et les phares de l'État de Californie sont entretenues par le District 11 de la Garde côtière .

## Histoire
Le phare de Southampton Shoal était un bâtiment carré en bois de deux étages construit sur une plate-forme soutenue par des piliers en bois. Il a été mis en service en 1905 avec une lentille de Fresnel de 5e ordre. L'objectif original est exposé au Angel Island Interpretive Center.
En 1960, la structure a été déplacée vers Tinsley Island 38° 02′ 10″ N, 121° 29′ 39″ O qui est une île privée dans le delta de la rivière San Joaquin près de Stockton. L'île est la propriété du St. Francis Yacht Club (en) de San Francisco. Le bâtiment est maintenant utilisé pour l'hébergement.

## Feu actuel
Le feu actuel  est posé sur un poteau, sur ce qui reste de la plateforme, ainsi qu'une corne de brume automatique dans un petit bâtiment carré. Automatisé, le feu isophase émet un long éclat rouge toutes les 6 secondes. Sa portée nominale n'est pas connue.
Identifiant : ARLHS : USA-777 - Amirauté : G4192 - USCG : 6-5480.

## Caractéristique duFeu maritime
Fréquence : 6 secondes (R)
- Lumière : 3 secondes
- Obscurité : 3 secondes

### Lien connexe
- Liste des phares de la Californie